# Rõngu
Rõngu är en ort i Estland. Den ligger i Rõngu kommun och landskapet Tartumaa, i den södra delen av landet, 170 km sydost om huvudstaden Tallinn. Rõngu ligger 84 meter över havet och antalet invånare är 738.
Terrängen runt Rõngu är platt. Runt Rõngu är det glesbefolkat, med 9 invånare per kvadratkilometer. Närmaste större samhälle är Elva, 13,3 km nordost om Rõngu. Omgivningarna runt Rõngu är en mosaik av jordbruksmark och naturlig växtlighet.